# Confederação Nacional de Futebol de Salão
A Confederação Nacional de Futebol de Salão (CNFS) é a entidade que, no Brasil, organiza o futebol de salão, na modalidade FIFUSA/AMF.
A CNFS é a sucessora da ABFS - Associação Brasileira de Futebol de Salão criada após o desligamento da FIFUSA por parte da Confederação Brasileira de Futebol de Salão em 1990, quando esta foi reconhecida pela CBF como a gestora do futsal dentro do Brasil. Atualmente a CNFS é filiada, em âmbito mundial, à AMF, Associação Mundial de Futsal.

## História
O Futebol de Salão sempre foi vinculado à Federação Internacional de Futebol de Salão, FIFUSA, uma entidade independente fundada em 1971, com sede no Brasil. Desde o seu início, a FIFUSA enfrentou animosidades com a FIFA, que buscava ter sob seu domínio as diversas modalidades de futebol e suas respectivas competições. A disputa entre as duas entidades levou a FIFA a criar uma modalidade chamada futebol de cinco, com regras similares ao Arena Soccer, modalidade muito comum na Europa.
Os atritos entre as duas entidades mantiveram-se até o fim dos anos 90, quando foi proposto um acordo oficialmente em 2000, pelo qual a FIFUSA se tornaria um departamento da FIFA e esta passaria a comandar o futebol de salão. No entanto, por motivos diversos a parceria não vingou, e cada entidade seguiu seu caminho. A FIFA, contudo, manteve seu projeto criando uma comissão própria da modalidade, mudando o nome do esporte para futsal, e atraindo para sua tutela federações nacionais, com a promessa de padronizar as regras e difundir o esporte pelo mundo. À FIFUSA congregou as entidades continentais relacionadas ao futebol de salão  e apoiou a criação de novas. Juntamente com a FIFUSA/AMF estão as confederações, CSFS - Confederação Sul-Americana de Futebol de Salão, FIFUSA - Federação Internacional de Futebol de Salão, UEFS - União Europeia de Futebol de Salão, CPFS - Confederação Pan-Americana de Futebol de Salão, CONCACFUTSAL - Confederação do Norte, América Central e Caribe de Futebol de Salão, AMF - Associação Mundial de Futsal, CAFUSA - Confederação Africana de Futebol de Salão, CAFS - Confederação Asiática de Futebol de Salão e CFSO - Confederação de Futebol de Salão da Oceania.
Nesse contexto, a CBFS, que representava o Futebol de Salão no Brasil também aderindo à FIFA, abriu espaço para que os não favoráveis a essa migração fundassem a CNFS.

## Futebol de salão e futsal
Com as mudanças nas regras promovidas pela FIFA, surgiram duas modalidades distintas do esporte. De um lado ficou aquilo que a FIFUSA chama de "verdadeiro futebol de salão", procurando preservar as regras originais do esporte antes da chancela da FIFA; de outro, o novo futsal da FIFA.
É importante observar que a despeito das distinção que se pretendia estabelecer, o nome Futsal passou a ser genericamente usado pelas duas modalidades do esporte, em uma alternância comum ao termo Futebol de Salão.

## Arbitragem
O quadro de árbitros da CNFS é um dos mais respeitados nas competições internacionais de futebol de salão AMF, sendo a Confederação Nacional de Futebol de Salão a primeira entidade na história do futebol de salão a escalar uma mulher para apitar em um mundial masculino de seleções em 2011 o Campeonato Mundial de Futebol de Salão (FIFUSA/AMF). Em 2011, a oficial Vera Ferreira foi a primeira e única mulher a apitar uma final de Sul-Americano de Seleções - Sub-17; a árbitra não pertence mais aos quadros de arbitragem da Confederação Nacional de Futebol de Salão, AMF e CSFS. Em 2013 os oficiais Leonardo Moura e Israel Fernandes apitaram a final do Campeonato Sul-Americano de Clubes de Futebol de Salão AMF na Argentina. A CNFS ainda possui o experiente e respeitado Oficial de Arbitragem, Florêncio Nochieri, com várias participações internacionais.

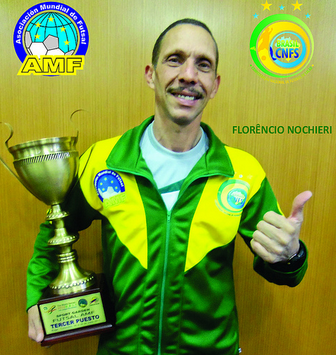
Oficial Internacional (AMF), Florêncio Conceição Nochieri, atual Presidente da CNFS.

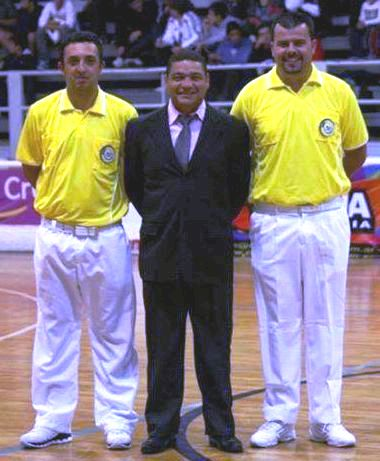
Arbitragem do Brasil destaque na final do Sul-Americano de 2013. Israel Fernandez (a esquerda), José Maurício de Freitas Neto, vice presidente da CNFS (ao centro) e Leonardo Moura (a direita).

| Quadro de Oficiais de Arbitragem Internacional da CNFS | Quadro de Oficiais de Arbitragem Internacional da CNFS             | Quadro de Oficiais de Arbitragem Internacional da CNFS | Quadro de Oficiais de Arbitragem Internacional da CNFS                                     | Quadro de Oficiais de Arbitragem Internacional da CNFS |
| Anos                                                   | Competições / Eventos                                              | Locais                                                 | Oficiais de Arbitragem                                                                     |                                                        |
| 2006                                                   | Copa do Mundo de Mulheres de Futebol de Salão AMF                  | Argentina                                              | Walmir Diniz                                                                               |                                                        |
| 2009                                                   | X Pan-Americano de Clubes de Futebol de Salão AMF                  | Paraguai                                               | Raul Mouta                                                                                 |                                                        |
| 2010                                                   | XI Pan-Americano de Clubes de Futebol de Salão AMF                 | Argentina                                              | Alessandro Ribeiro                                                                         |                                                        |
| 2010                                                   | Clínica Internacional de Arbitragem de Futebol de Salão AMF        | Paraguai                                               | Alexandre Augusto Gomes da Conceição Florêncio Conceição Nochieri Vera Ferreira dos Santos |                                                        |
| 2011                                                   | X Mundial de Futebol de Salão AMF                                  | Colômbia                                               | Vera Ferreira dos Santos                                                                   |                                                        |
| 2011                                                   | Campeonato Sul-Americano de Seleções - Sub-17 Futebol de Salão AMF | Paraguai                                               | Vera Ferreira dos Santos                                                                   |                                                        |
| 2011                                                   | Torneio Internacional Profissional de Futebol de Salão AMF         | Estados Unidos                                         | Florêncio Conceição Nochieri                                                               |                                                        |
| 2012                                                   | Campeonato Sul-Americano de Clubes de Futebol de Salão AMF         | Paraguai                                               | Florêncio Conceição Nochieri                                                               |                                                        |
| 2013                                                   | Campeonato Sul-Americano de Clubes de Futebol de Salão AMF         | Argentina                                              | Leonardo Moura Israel Fernandes                                                            |                                                        |
| 2013                                                   | Torneio Internacional Sub-14 de Futebol de Salão AMF               | Canadá                                                 | Florêncio Conceição Nochieri                                                               |                                                        |
| 2013                                                   | II Mundial Feminino de Futebol de Salão AMF                        | Colômbia                                               | Florêncio Conceição Nochieri                                                               |                                                        |
| 2014                                                   | Eliminatórias Sul-Americanas de Futebol de Salão AMF (C.20/Z.Sul)  | Paraguai                                               | Leonardo Moura                                                                             |                                                        |
| 2014                                                   | Campeonato Sul-Americano de Clubes de Futebol de Salão AMF         | Paraguai                                               | Leonardo Moura Israel Fernandes                                                            |                                                        |
| 2015                                                   | XI Mundial de Futebol de Salão AMF                                 | Bielorrússia                                           | Florêncio Conceição Nochieri                                                               |                                                        |
| 2015                                                   | Campeonato Sul-Americano de Clubes de Futebol de Salão AMF         | Brasil                                                 | Eduardo Ratinho Israel Fernandes Leonardo Moura Toni Munhoz Sampaio                        |                                                        |
| ------------------------------------------------------ | ------------------------------------------------------------------ | ------------------------------------------------------ | ------------------------------------------------------------------------------------------ | ------------------------------------------------------ |

### Regras
As diferenças entre as regras das duas modalidades são sutis, porém suficientes para estabelecer a distinção. As mais notáveis são:
- Bola: na modalidade da FIFUSA ela é menor e mais pesada que a utilizada na modalidade da FIFA. Menos propensa a "quicar", ela induz a um jogo mais "no chão", menos aéreo que o no Futsal;
- Uso das mãos: Na FIFUSA, arremessos laterais e de escanteios são cobrados com as mãos, na FIFA com os pés;
- Tiro de meta: Na FIFUSA deverá ser executado pelo goleiro com as mãos, devendo a bola tocar no seu campo de defesa antes de atingir o lado do seu ataque; na FIFA o goleiro pode repor a bola em qualquer parte da quadra.
- Goleiro:  Na FIFUSA o goleiro em hipótese alguma poderá tocar na bola no campo de defesa adversário. Caso o goleiro toque na bola no campo de ataque será marcada falta, tiro livre direto e o mesmo será advertido com cartão amarelo, na FIFA o goleiro pode atuar na linha com maior liberdade; há ainda uma série de diferenças entre as regras das duas entidades.

## Competições

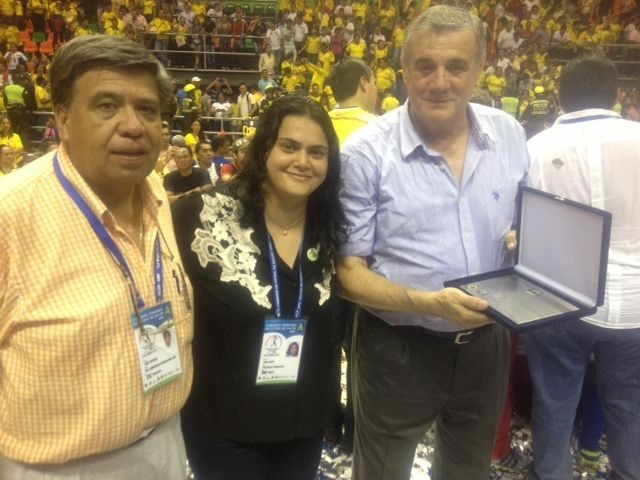
Membros internacionais se confraternizando. A brasileira Gina Anjos, coordenadora da CNFS e vice presidente da CSFS, gestão 2014/2018, prestando homenagem ao Dr. Rolando Alarcón Rios (presidente da AMF), juntamente com o Sr. Júlio Notário (coordenador de competições da AMF), na final do II Mundial Feminino de Futebol de Salão de 2013, na Colômbia.

Com a divisão criada, cada entidade passou então a organizar suas próprias competições, gerando certas discrepâncias. As federações nacionais e continentais de futebol de salão filiadas a FIFUSA continuou a organizar seus torneios regionais, nacionais e continentais mantendo-se os mesmos termos. Enquanto federações nacionais e regionais  filiadas à FIFA, mais confederações ligadas ao futebol de campo passaram a organizar torneios regionais, nacionais e mundiais de futsal.
No caso dos torneios mundiais conquistados pelo Brasil, a CBFS ostenta em sua camisa sete estrelas, em alusão aos sete títulos mundiais na modalidade. A FIFA, no entanto, reconhece apenas cinco deles, já que os outros dois foram organizados pela FIFUSA. Esta, por sua vez, atribui à CNFS, confederação filiada a ela, as duas estrelas correspondentes a dois dos três primeiros mundiais que ela organizou (o terceiro foi vencido pelo Paraguai).
A CNFS mantém uma projeção nacional no território brasileiro atuando principalmente nos estados de: São Paulo tendo como entidade estadual afiliada a Federação São Paulo de Futebol de Salão - FSPFS; em Minas Gerais a FFS.MG - Federação de Futebol de Salão de Minas Gerais e na Bahia com a FFSBA - Federação de Futebol de Salão do Estado da Bahia.
Nos últimos anos, a projeção internacional da CNFS, vêm em uma crescente trajetória. Em 2011 iniciou o ano com a participação da Seleção Brasileira de Futebol de Salão (CNFS) no X Mundial de Futebol de Salão AMF, na cidade de Bucaramanga na Colômbia. No segundo semestre foram mais duas competições: A Seleção Brasileira Sub-17 (CNFS) no Campeonato Sul-Americano de Seleções, na cidade de Pedro Juan Caballero, no Paraguai e a Seleção Brasileira de Futebol de Salão (CNFS) em Nova Jersey, nos Estados Unidos, no Torneio Internacional Profissional de Futebol de Salão AMF.
Em 2012, foram mais três competições internacionais: Em agosto a equipe do Colorado FS de Jundiaí, representou o Brasil no Campeonato Sul-Americano de Futebol de Salão AMF, em Assunção no Paraguai. Em novembro mais duas participações brasileiras: O Colégio Certus, no Torneio Internacional Sub-14 de Futebol de Salão AMF e a Seleção Brasileira de Futebol de Salão Feminino, no Pré-Mundial Feminino, ambos na cidade de Valera, na Venezuela.
Em 2013, através do empenho da CNFS, o Brasil, se fez representar em quatro competições internacionais da modalidade. Em julho a Seleção Brasileira de Futebol de Salão (CNFS) participou dos Jogos Mundiais, em Buga, na Colômbia;  em setembro o St. Francis College no Torneio Internacional Sub-14 de Futebol de Salão AMF, em Ontário, no Canadá; em outubro as equipes do Sindpd e do Colorado FS, representantes brasileiros, no Campeonato Sul-Americano de Futebol de Salão AMF, em Mendoza na Argentina e finalmente em novembro, a Seleção Brasileira de Futebol de Salão Feminino (CNFS), no Campeonato Mundial de Futebol de Salão AMF, em Barrancabermeja, na Colômbia.
Em 2014 o Brasil esteve presente em três competições internacionais da modalidade. Em agosto a Seleção Brasileira de Futebol de Salão C-20 participou das Eliminatórias do Mundial C-20 em Assunção no Paraguai; em setembro as equipes do Sindpd-SP e do Pitagoras-MG, representantes brasileiros, no Campeonato Sul-Americano de Futebol de Salão AMF, em Assunção no Paraguai e finalmente em outubro a Seleção Brasileira de Futebol de Salão C-20 no Campeonato Mundial de Futebol de Salão C-20, em Concepción, no Chile.

## Presidentes
| Ano         | Presidente                       |
| ----------- | -------------------------------- |
| 2000 – 2004 | Manuel Augusto Certã de Oliveira |
| 2004 – 2008 | Jadilmar da Silva                |
| 2008 – 2012 | José Maurício de Freitas Neto    |
| 2012 – 2014 | Gina Anjos**                     |
| 2014 – 2018 | Florêncio Conceição Nochieri     |

**Diretoria Colegiada.

## Principais conquistas do futebol de salão nas regras FIFUSA/AMF

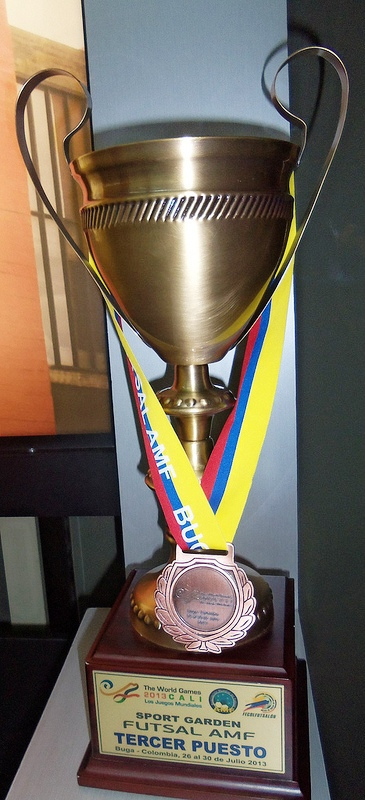
Troféu World Games: conquista brasileira em 2013.

### Títulos

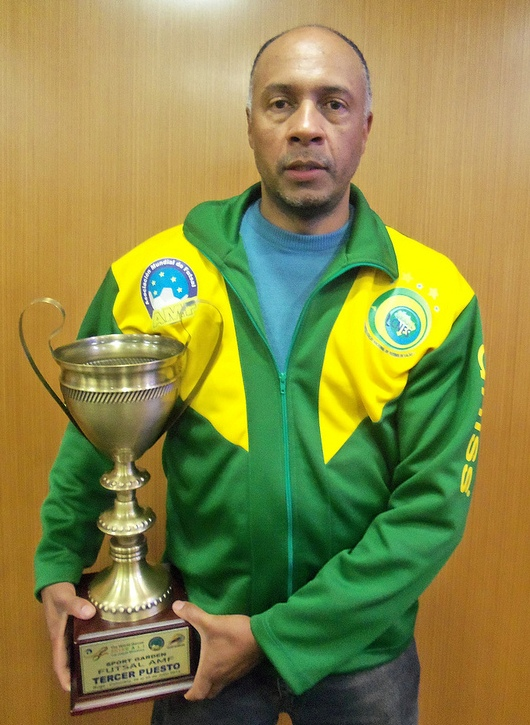
Treinador da seleção brasileira de futebol de salão (CNFS), Daniel Castilho (seleção masculina) em 2013.

#### Masculino
Mundiais
- 1982 e 1985.

Sul-americanos
- 1969, 1971, 1973, 1975, 1977, 1979, 1983, 1986 e 1989.

Pan-americanos
- 1980 e 1984.

Jogos mundiais
- IX Jogos Mundiais/The World Games : 2013    - Medalha de bronze[16]

##### Campanha de destaque
- 2010. 3º Lugar no Pré-Mundial Acord 60 anos de Futebol de Salão (AMF)[23]
- 2011. Vice-campeã do I Torneio Internacional Profissional de Futebol de Salão (AMF)[24]

#### Feminino
Pré-mundiais
- Pré Mundial Feminino de Futebol de Salão (AMF): 2012.[25]